# Округ Кејп Меј (Њу Џерзи)
Кејп Меј (енгл. Cape May County) је округ у америчкој савезној држави Њу Џерзи.

## Демографија
По попису из 2010. године број становника је 97.265, што је 5.061 (-4,9%) становника мање него 2000. године.
| Група             | 2000.          | 2010.          |
| Белци             | 92.137 (90,0%) | 84.522 (86,9%) |
| Афроамериканци    | 5.178 (5,1%)   | 4.565 (4,7%)   |
| Азијати           | 661 (0,6%)     | 834 (0,9%)     |
| Хиспаноамериканци | 3.378 (3,3%)   | 6.054 (6,2%)   |
| Укупно            | 102.326        | 97.265         |